# Prokura
 Denne artikel omhandler overvejende eller alene danske forhold. Hjælp gerne med at gøre artiklen mere almen.
Prokura er en fuldmagt, som legitimerer fuldmægtigen (kaldet prokuristen) til at handle for virksomheden i alle forhold, der hører til den normale drift, og til i øvrigt at forpligte virksomheden med visse begrænsninger. Prokura registreres ikke efter de gældende selskabslove og der er heller ikke mulighed for registrering ifølge Lov om Erhvervsdrivende Virksomheder.

## Retsgrundlag
Reglerne om Prokura fremgår af Bekendtgørelse af lov om visse erhvervsdrivende virksomheder § 7, samt Bekendtgørelse af
lov om aktieselskaber §§ 54, stk. 4 og 149. Erhvervsvirksomhedsloven gælder ikke for kapitalselskaber (dvs. f.eks. aktie- og anpartsselskaber)
Erhvervsvirksomhedslovens § 7 lyder:
Stk. 1. Prokura kan kun meddeles af den eller de fuldt ansvarlige deltagere eller af det ledelsesorgan, der efter virksomhedens vedtægter er beføjet hertil. Prokuristen er bemyndiget til at handle for virksomheden i alle forhold, der hører til driften, og til at forpligte virksomheden. Prokuristen må dog ikke uden udtrykkelig bemyndigelse afhænde eller pantsætte virksomhedens faste ejendomme.
Stk. 2. Prokura kan gives til flere personer, således at den kun kan benyttes af disse i forening (kollektivprokura).
Stk. 3. Prokura kan ikke begrænses med virkning over for tredjemand, jf. dog stk. 2.
Stk. 4. En prokurist kan ikke overføre prokuraen til en anden.
Stk. 5. Prokura kan til enhver tid tilbagekaldes. Fuldmagtsgiverens død medfører ikke prokuraens ophør.

Reglerne om prokura opfattes som særregler i forhold til aftalelovens almindelige fuldmagtsregler, som gælder ved siden af reglerne om prokura. Der kan således gives fuldmagt efter de almindelige fuldmagtsregler i aftalelovens kapitel II.